# Lijst van inwoners van Triëst
Dit is een chronologische lijst van inwoners van Triëst in de Italiaanse regio Friuli-Venezia Giulia.

## Geboren in Triëst

### Voor 1800
- Petrus Bonomo (1458-1546), bisschop en humanist
- Ireneo della Croce (1625-1713), karmeliet en kroniekschrijver
- Sigismund Zois von Edelstein (1747-1819), mineraloog en literator
- Domenico Rossetti de Scander (1774-1842), advocaat en bestuurder van de stad
- Pasquale Revoltella (1795-1869), bankier en reder

### 1800–1899
- Spiridione Gopcevich (1815-1861), Servisch reder en bouwheer van het Palazzo Gopcevich
- Napoleon Jozef Karel Paul Bonaparte (1822-1891), Frans politicus en neef van keizer Napoleon
- Eugenio Popovich (1842-1931), vrijheidsstrijder in Italië en minister in Montenegro
- Giulio Ascoli (1843-1896), wiskundige
- Eugenio Geiringer (1844-1904), architect, ingenieur, bankier en politicus
- Alfonso Valerio (1852-1942), burgemeester-senator
- Emma Boos-Jegher (1857-1932), Zwitserse feministe
- Guglielmo Oberdan, geboren als Wilhelm Oberdank (1858-1882), onwettige zoon van een Oostenrijks militair, werd irredentist en na zijn moordaanslag op keizer Frans Jozef I ter dood gebracht
- Italo Svevo (1861-1928), internationaal befaamd schrijver
- Richard Mollier (1863-1935), Duits vernieuwer van de leer der thermodynamica, hoogleraar aan Duitse universiteiten
- Ugo Mioni (1870-1935), priester-schrijver
- Marica Gregorič-Stepančič (1874-1954), Sloveens schrijfster, dichteres en dramaturge
- Adolpho Ducke (1876-1959), Braziliaans botanicus en entomoloog
- Josip Mandić (1883-1959), componist, opgeleid in Zagreb en Wenen, en werkzaam in Zürich en Praag
- Umberto Saba (1883-1957), dichter, schrijver en eigenaar van een bekend antiquariaat in Trieste
- Argio Orell (1884-1942), kunstschilder
- Virgilio Giotti (1885–1957), dichter en schrijver
- Alojzij Remec (1886-1952), Sloveens advocaat en schrijver
- Vito Timmel (1886-1949), kunstschilder
- Virgil Šček (1889–1948), Sloveens priester en politicus

### 1900–1949
- Emilio Comici (1901-1940), klimmer
- Ugo Morin (1901-1968), hoogleraar wiskunde in Padua
- Odilo Globocnik (1904-1945), Oostenrijks militair van Sloveense afkomst, werd na 1939 een van de hoogste nazi-autoriteiten in het bezette Polen, waar hij direct verantwoordelijk was voor het vermoorden van twee miljoen voornamelijk joodse inwoners; na zijn gevangenname vergiftigde hij zichzelf
- Aurelia Gruber Benco (1905-1995), journaliste en politica
- Paul Henreid (1908-1992), Oostenrijks-Amerikaans acteur
- Jole Silvani (1910-1994), actrice
- Marcello Spaccini (1911-1996), burgemeester
- Danilo Stiepovich (1912-1941), luitenant op onderzeeërs
- Gaetano Kanizsa (1913-1993), psycholoog
- Boris Pahor (1913-2022), Sloveens schrijver
- Pietro Garinei (1919-2006), componist en musicalproducent
- Alberto Radi (1919-1989), roeier
- Mitja Ribičič (1919-2013), Sloveens communistisch politicus werkzaam bij de Geheime Dienst
- Ferruccio Valcareggi (1919-2005), voetballer en -coach
- Aldo Ghira (1920-1991), waterpolospeler
- Giorgio Strehler (1921-1997), operaregisseur/-speler en politicus (lid van het Europees Parlement)
- Claudio Villi (1922-1996), hoogleraar kernfysica en senator
- Irene Camber (1926-2024), schermer
- Pavle Merku (1927), etno-musicologisch componist
- Giovanni Steffè (1928-2016), roeier
- Giorgio Valussi (1930-1990), hoogleraar geografie
- Fabio Cudicini (1935-2025), doelman
- Claudio Magris (1939), schrijver en hoogleraar Duitse taal en letterkunde
- Andrea de Adamich (1941), Formule 1-coureur
- Loredana Nusciak (1942-2006), actrice en model

### 1950–1999
- Mauro Roman (1954), ruiter

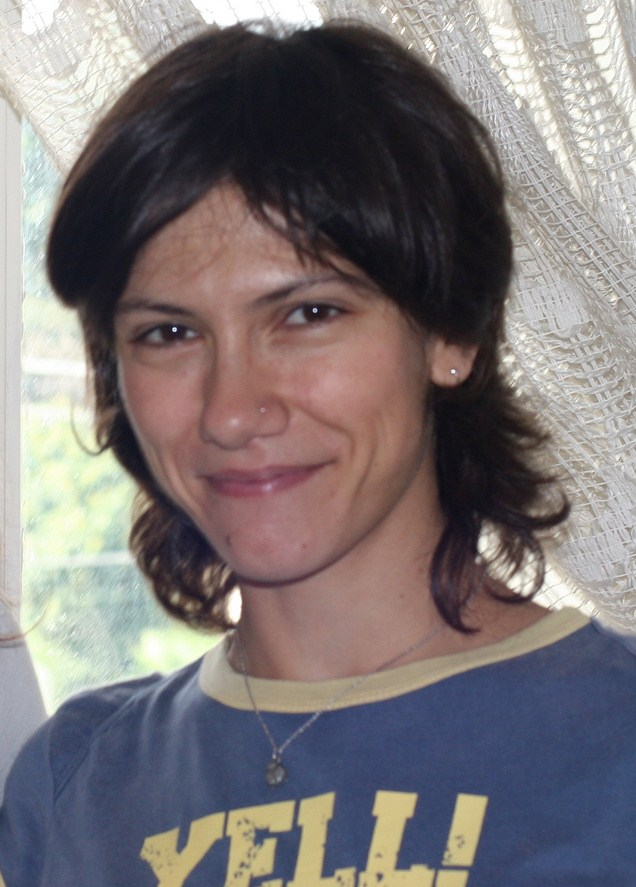
Zangeres Elisa Toffoli (1977)

- Susanna Tamaro (1957), schrijfster
- Ilario Di Buò (1965), boogschutter
- Max Tonetto (1974), voetballer
- Dennis Fantina (1976), zanger
- Elisa Toffoli (1977), zangeres
- Piero Codia (1989), zwemmer
- Andrea Petagna (1995), voetballer

## Overleden in Triëst
- Fridolin Paravicini (1742-1802), Zwitsers militair
- Pasquale Revoltella (1795-1869), bankier en reder
- Richard Francis Burton (1821-1890), Brits consul, ontdekkingsreiziger, vertaler en oriëntalist
- Alma Vivoda (1911-1943), verzetsstrijder
- Marcello Spaccini (1911-1996), burgemeester
- Loredana Nusciak (1942-2006), actrice en model
- Boris Pahor (1913-2022), Sloveens schrijver

## Woonachtig (geweest) in Triëst
- Andrej Karlin (1857-1933), bisschop van Triëst-Capodistria
- James Joyce (1882-1941), Iers schrijver